# تاكيو ماتسوبارا
تاكيو ماتسوبارا (باليابانية: 松原武生) هو فيزيائي وأستاذ جامعي ياباني، ولد في 3 أبريل 1921 في أوساكا في اليابان، وتوفي في 15 ديسمبر 2014 في طوكيو في اليابان.